# إيرين لوكاس
إيرين لوكاس (بالإنجليزية: Erin Lucas)‏ هي عارضة أمريكية، ولدت في 24 أكتوبر 1984 في هونولولو في الولايات المتحدة.